# Замтенс
Замтенс (нем. Samtens) — община в Германии, в земле Мекленбург-Передняя Померания. Расположена на острове Рюген.
Входит в состав района Рюген. Подчиняется управлению Вест-Рюген.
Население составляет 1993 человек (2013); в 2003 г. — 2,2 тысяч. Занимает площадь 32,44 км².
Впервые упоминается в 1318 году. Название имеет славянское происхождение.

## Достопримечательности
Церковь, построенная в XIV веке.

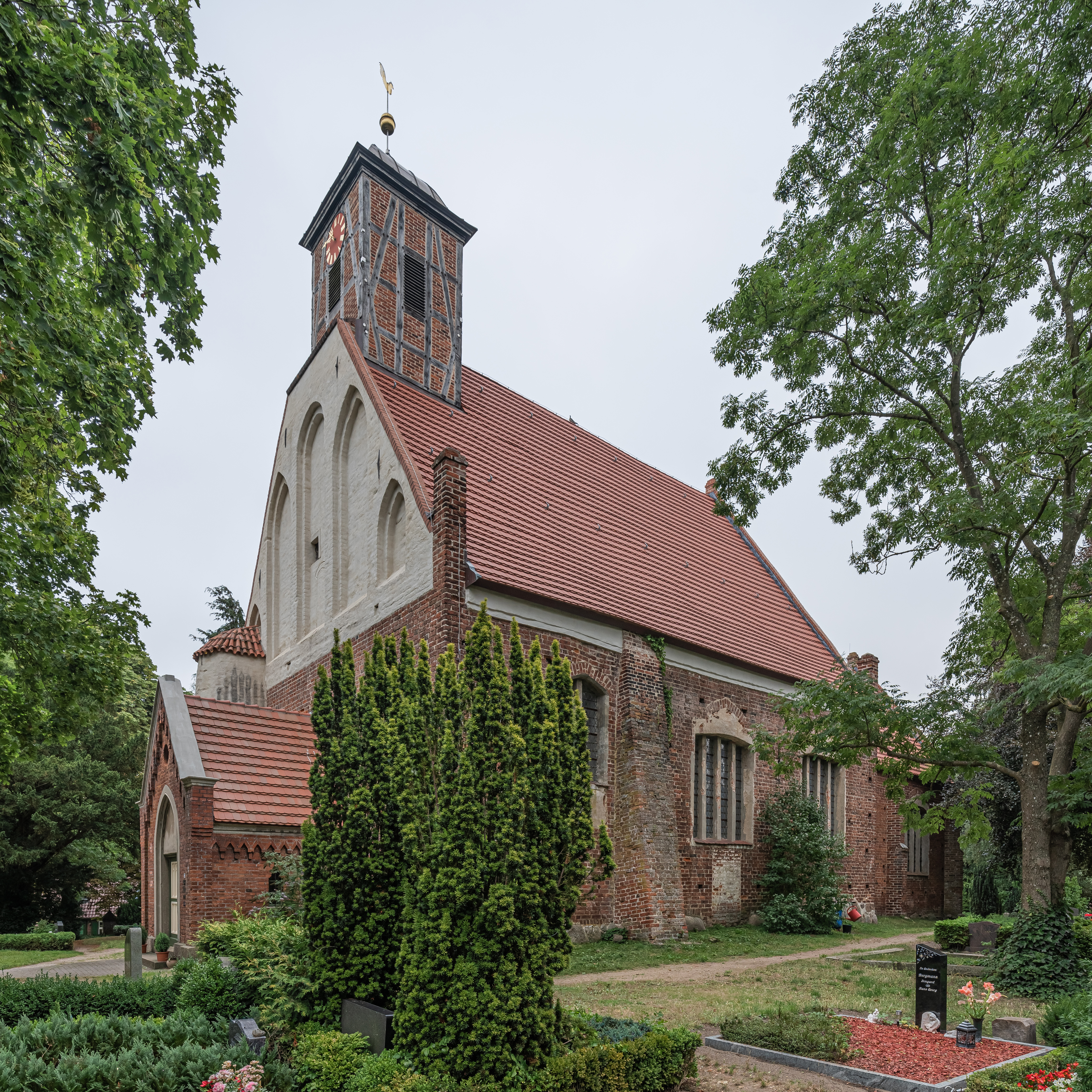
Церковь Замтенс